# 婆羅洲線紋鯿
婆羅洲線紋鯿（学名：Nematabramis borneensis）为輻鰭魚綱鯉形目鲤科線紋鯿屬的其中一種，該物種分布於亞洲婆羅洲北部，體長可達10.2公分，棲息在中底層水域。
其种加词“borneensis”意为“婆罗洲的”。